# Vars (Charente)
Pour les articles homonymes, voir Vars.
Vars (se prononce [vaʁs]) est une commune du Sud-Ouest de la France, située dans le département de la Charente, dans la région Nouvelle-Aquitaine. Le 1er janvier 2025, elle fusionne avec la commune de Montignac-Charente pour constituer la commune nouvelle de La Boixe.
Ses habitants sont les Varsois et les Varsoises.

## Géographie

### Localisation
Vars est une commune située à 4 km au sud de Saint-Amant-de-Boixe et 13 km au nord d'Angoulême, dont elle fait partie de l'aire urbaine, dans la vallée de la Charente.
Le bourg de Vars est aussi à 2,3 km au sud de Montignac, 15 km à l'est de Rouillac et 17 km au sud-est d'Aigre.
|          | Montignac-Charente | Tourriers  |
| Marsac   | Vars               | Anais      |
| Vindelle | Balzac             | Champniers |

### Géologie et relief
Le sol de la commune est composé de calcaire datant du Jurassique supérieur (Kimméridgien). La vallée de la Charente, très large dans la commune, est composée de couches successives d'alluvions du quaternaire, qui se sont déposés en terrasses alluviales, jusqu'à 25 m de hauteur, sur les rives convexes des méandres (sables, argiles, galets). On peut les retrouver entre Servol et Rouhénac, ainsi qu'au Portal. Le lit du fleuve (zone inondable) est lui-même constitué d'alluvions plus récentes (limons, argile sableuse, tourbe),,.
La moitié occidentale de la commune de Vars occupe la vallée de la Charente, très large et qui déploie ses méandres entre Mansle et Angoulême. En particulier, une grande partie occupe l'intérieur de toute une boucle du fleuve au sud-ouest. La moitié orientale de la commune est composée de plateaux vallonnés et dépassant fréquemment les 120 m d'altitude.
Le point culminant est à une altitude de 153 m, situé à l'est de la commune à Beaumont. Le point le plus bas est à 35 m, situé le long de la Charente près de Coursac. Le bourg, situé sur un léger palier sur la rive gauche du fleuve est à environ 45 m d'altitude.

### Hydrographie

#### Réseau hydrographique

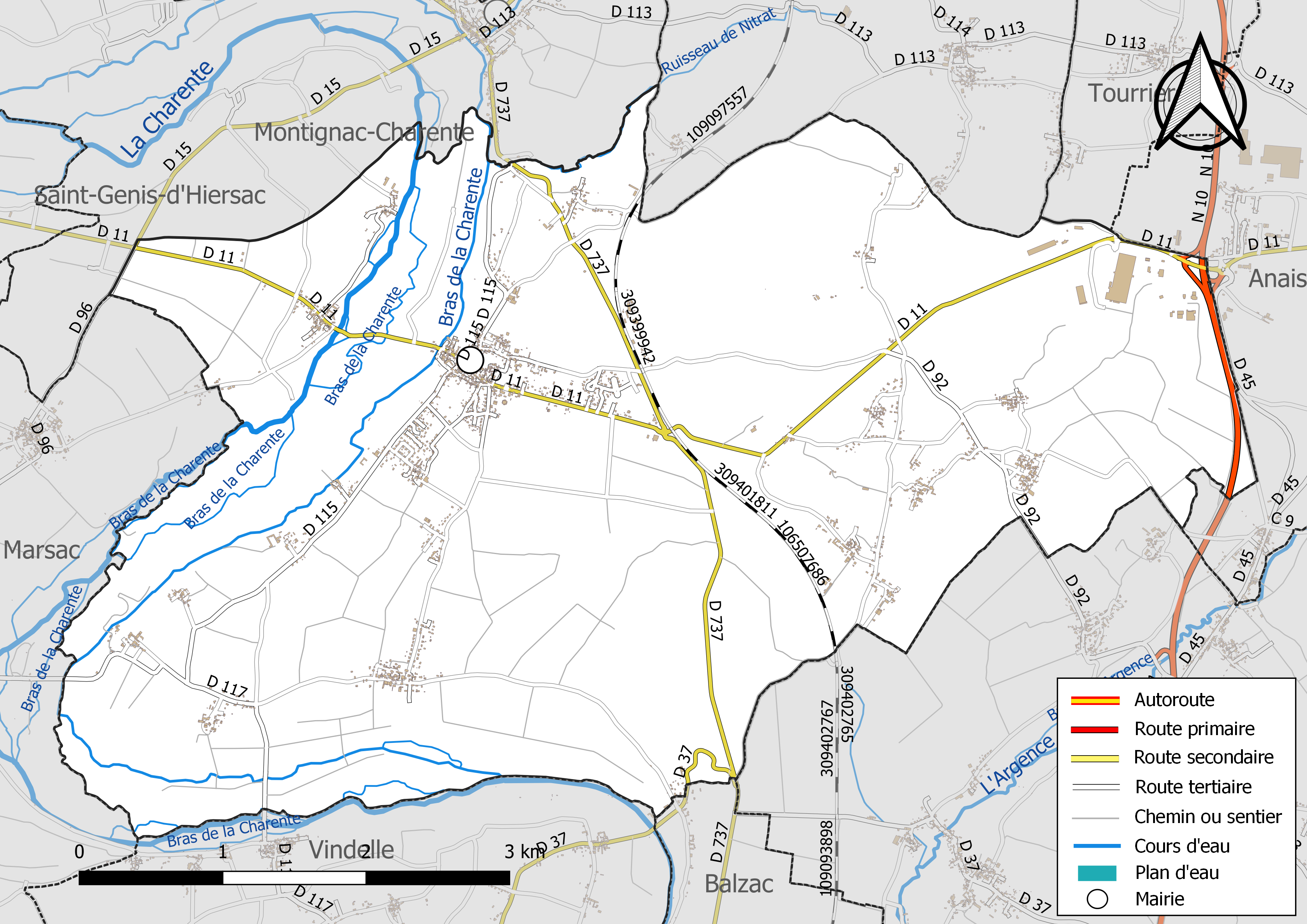
Réseaux hydrographique et routier de Vars.

La commune est située dans le bassin versant de la Charente au sein du Bassin Adour-Garonne. Elle est drainée par la Charente, le ruisseau de Nitrat, qui constituent un réseau hydrographique de 21 km de longueur totale,.
La Charente en amont d'Angoulême traverse la commune. Ses méandres forment de nombreux bras, comme le Bras du Moulin qui passe au pied du bourg, créant ainsi de nombreuses îles.
Le ruisseau de Nitrat, minuscule affluent de la Charente en rive gauche, limite la commune au nord.

#### Gestion des eaux
Le territoire communal est couvert par le schéma d'aménagement et de gestion des eaux (SAGE) « Charente ». Ce document de planification, dont le territoire correspond au bassin de la Charente, d'une superficie de 9 300 km2, a été approuvé le 19 novembre 2019. La structure porteuse de l'élaboration et de la mise en œuvre est l'établissement public territorial de bassin Charente. Il définit sur son territoire les objectifs généraux d’utilisation, de mise en valeur et de protection quantitative et qualitative des ressources en eau superficielle et souterraine, en respect des objectifs de qualité définis dans le troisième SDAGE  du Bassin Adour-Garonne qui couvre la période 2022-2027, approuvé le 10 mars 2022.

### Climat
Comme dans les trois quarts sud et ouest du département, le climat est océanique aquitain, et semblable à celui de la ville de Cognac où est située la station météorologique départementale.
| Mois                              | jan. | fév.  | mars  | avril | mai   | juin  | jui.  | août  | sep.  | oct. | nov. | déc. | année   |
| --------------------------------- | ---- | ----- | ----- | ----- | ----- | ----- | ----- | ----- | ----- | ---- | ---- | ---- | ------- |
| Température minimale moyenne (°C) | 2    | 2,8   | 3,8   | 6,2   | 9,4   | 12,4  | 14,4  | 14    | 12,1  | 8,9  | 4,7  | 2,6  | 7,8     |
| Température moyenne (°C)          | 5,4  | 6,7   | 8,5   | 11,1  | 14,4  | 17,8  | 20,2  | 19,7  | 17,6  | 13,7 | 8,6  | 5,9  | 12,5    |
| Température maximale moyenne (°C) | 8,7  | 10,5  | 13,1  | 15,9  | 19,5  | 23,1  | 26,1  | 25,4  | 23,1  | 18,5 | 12,4 | 9,2  | 17,7    |
| Ensoleillement (h)                | 80   | 103,9 | 153,3 | 184,5 | 204,9 | 239,6 | 276,4 | 248,3 | 199,4 | 159  | 96,8 | 78,8 | 2 024,9 |
| Précipitations (mm)               | 80,4 | 67,3  | 65,9  | 68,3  | 71,6  | 46,6  | 45,1  | 50,2  | 59,2  | 68,6 | 79,8 | 80   | 783,6   |

## Urbanisme

### Typologie
Au 1er janvier 2024, Vars est catégorisée commune rurale à habitat dispersé, selon la nouvelle grille communale de densité à 7 niveaux définie par l'Insee en 2022.
Elle est située hors unité urbaine. Par ailleurs la commune fait partie de l'aire d'attraction d'Angoulême, dont elle est une commune de la couronne,. Cette aire, qui regroupe 94 communes, est catégorisée dans les aires de 50 000 à moins de 200 000 habitants,.

### Occupation des sols
L'occupation des sols de la commune, telle qu'elle ressort de la base de données européenne d’occupation biophysique des sols Corine Land Cover (CLC), est marquée par l'importance des territoires agricoles (87,7 % en 2018), une proportion sensiblement équivalente à celle de 1990 (88,3 %). La répartition détaillée en 2018 est la suivante : 
terres arables (64,6 %), prairies (11,4 %), zones agricoles hétérogènes (8,5 %), forêts (6,5 %), zones urbanisées (3,8 %), cultures permanentes (3,2 %), zones industrielles ou commerciales et réseaux de communication (2 %). L'évolution de l’occupation des sols de la commune et de ses infrastructures peut être observée sur les différentes représentations cartographiques du territoire : la carte de Cassini (XVIIIe siècle), la carte d'état-major (1820-1866) et les cartes ou photos aériennes de l'IGN pour la période actuelle (1950 à aujourd'hui).

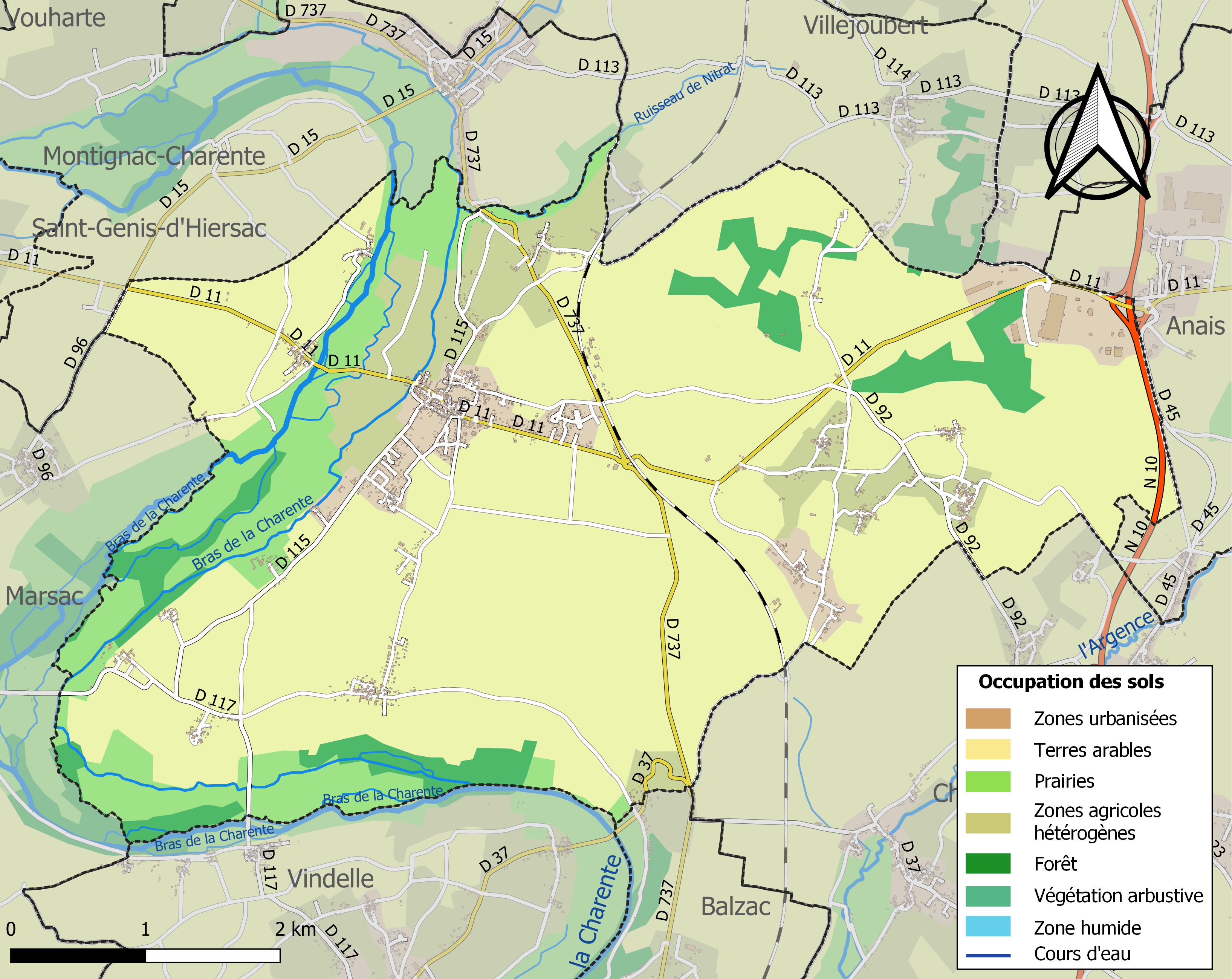
Carte des infrastructures et de l'occupation des sols de la commune en 2018 (CLC).

### Hameaux, lieux-dits et écarts
La commune compte de nombreux hameaux ; d'ouest en est : Pétouret, Fonciron, Rouhénac, le Boquet, le Portal à l'ouest du pont sur la Charente, la Rivière et Vaillat au nord, Peusec, La Prade, Chez Brard, Beaubrenier, Couziers, Chez Rousseau, Beaumont et en partie Fossejoint à l'est, et Coursac en limite sud.

### Voies de communication et transports
La commune de Vars est traversée du nord au sud par la D.737, route d'Angoulême à Aigre et Niort, qui passe à 1 km à l'est du bourg. La D.11, de Rouillac à Chasseneuil, traverse la commune d'ouest en est et dessert le bourg. Elle traverse aussi la N.10 entre Angoulême et Poitiers qui limite la commune à l'est, par l'échangeur de la Touche d'Anais, à 5 km du bourg.
La ligne Paris-Bordeaux traverse aussi la commune mais n'offre plus d'arrêt dans la commune, et la gare la plus proche est celle d'Angoulême.
L'aéroport d'Angoulême est à 8 km.

### Risques majeurs
Le territoire de la commune de Vars est vulnérable à différents aléas naturels : météorologiques (tempête, orage, neige, grand froid, canicule ou sécheresse), inondations et séisme (sismicité modérée). Il est également exposé à un risque technologique, le transport de matières dangereuses. Un site publié par le BRGM permet d'évaluer simplement et rapidement les risques d'un bien localisé soit par son adresse soit par le numéro de sa parcelle.

#### Risques naturels
Certaines parties du territoire communal sont susceptibles d’être affectées par le risque d’inondation par débordement de cours d'eau, notamment la Charente. La commune a été reconnue en état de catastrophe naturelle au titre des dommages causés par les inondations et coulées de boue survenues en 1982, 1983, 1993, 1999 et 2021,.

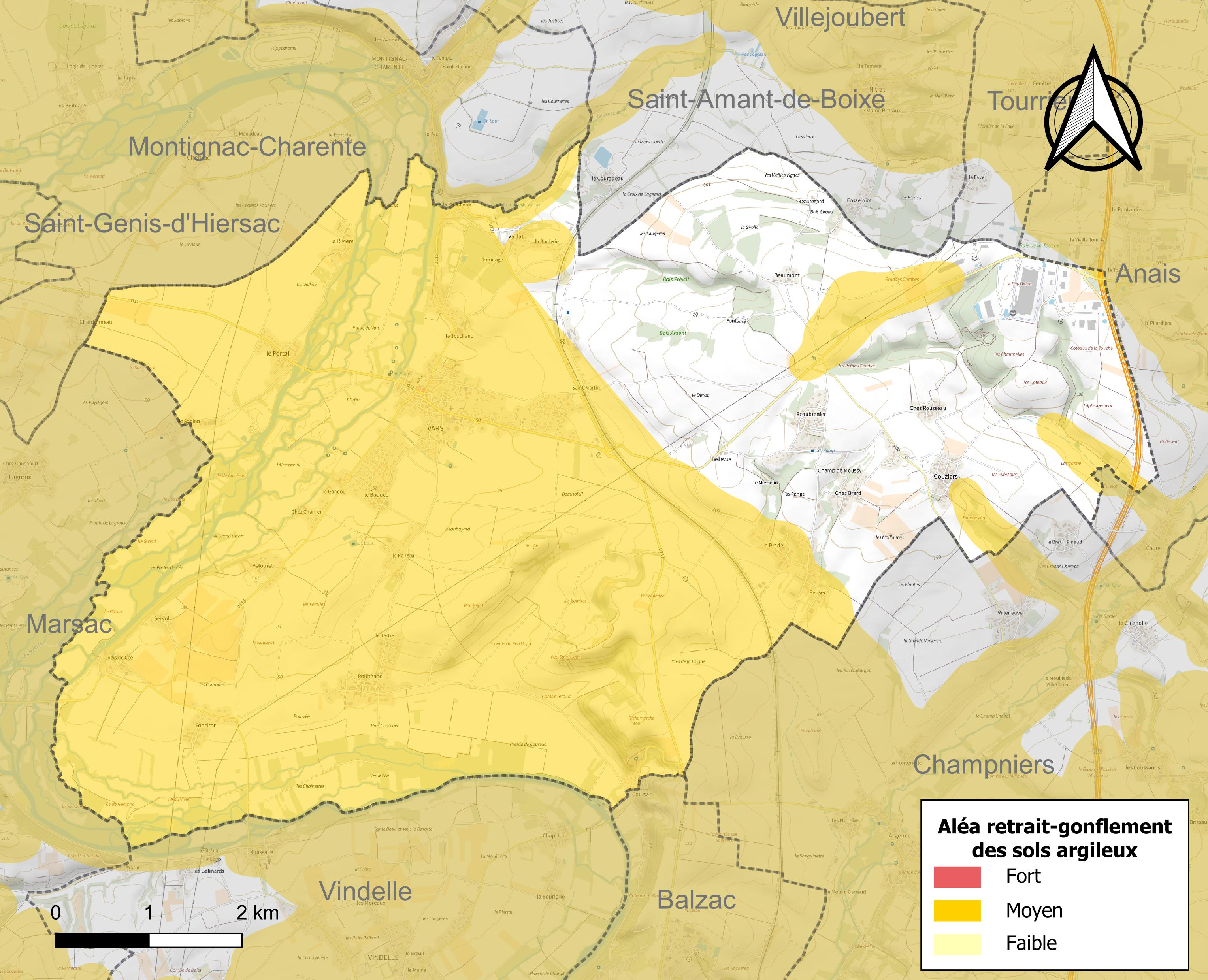
Carte des zones d'aléa retrait-gonflement des sols argileux de Vars.

Le retrait-gonflement des sols argileux est susceptible d'engendrer des dommages importants aux bâtiments en cas d’alternance de périodes de sécheresse et de pluie. 70,6 % de la superficie communale est en aléa moyen ou fort (67,4 % au niveau départemental et 48,5 % au niveau national). Sur les 1 017 bâtiments dénombrés sur la commune en 2019, 859 sont en aléa moyen ou fort, soit 84 %, à comparer aux 81 % au niveau départemental et 54 % au niveau national. Une cartographie de l'exposition du territoire national au retrait gonflement des sols argileux est disponible sur le site du BRGM,.
Par ailleurs, afin de mieux appréhender le risque d’affaissement de terrain, l'inventaire national des cavités souterraines permet de localiser celles situées sur la commune.
Concernant les mouvements de terrains, la commune a été reconnue en état de catastrophe naturelle au titre des dommages causés par la sécheresse en 2003 et par des mouvements de terrain en 1999.

#### Risques technologiques
Le risque de transport de matières dangereuses sur la commune est lié à sa traversée par une ou des infrastructures routières ou ferroviaires importantes ou la présence d'une canalisation de transport d'hydrocarbures. Un accident se produisant sur de telles infrastructures est susceptible d’avoir des effets graves sur les biens, les personnes ou l'environnement, selon la nature du matériau transporté. Des dispositions d’urbanisme peuvent être préconisées en conséquence.

## Toponymie
Le nom de la commune est attesté par les formes anciennes latinisées Varno en 1020-1037, Varnum vers 1300.
L'origine du nom de Vars remonterait au gaulois verno-, verna signifiant « aulne ». Ce mot gaulois, passé en occitan et en vieux français (vergne), a donné son nom à de nombreuses communes en France,.
La commune a été créée Vars en 1793 du nom de la paroisse.

## Histoire
L'Antiquité a laissé quelques vestiges. L'ancienne voie romaine de Saintes à Lyon par Limoges, la voie d'Agrippa, limite la commune au nord, et celle de Rom à Périgueux par Mansle, Montignac et le Puy de Nanteuil, appelée aussi Chaussade ou Chemin chaussé traverse l'est de la commune, entre Fossejoint et Couziers.
Au lieu-dit les Combes, au sud-est du bourg entre le Peu de Bel-Air et le Peu de Saint-Jean, la découverte au XIXe siècle d'un bassin maçonné, des tegulae et des monnaies romaines, évoque l'implantation d'une villa romaine.
À l'est du bourg, un sarcophage en plomb, probablement du Moyen Âge, a été mis au jour en 1541 ; il contenait un squelette et une feuille en or gravée avec des caractères grecs agencés de façon énigmatique,.
Dès les premiers temps du Moyen Âge, la terre de Vars appartenait aux évêques d'Angoulême. En 1110, une bulle du pape Pascal II, relative au partage des terres entre l'évêque et les chanoines, attribua l'église de Vars à la mense épiscopale. L'évêque Girard accrut ce domaine et y construisit un château avec murailles et douves.
Malgré ces précautions, vers la fin du XIIe siècle, le propre fils du comte d'Angoulême, Vulgrin II, à la tête d'une bande de cottereaux, ravagea ces terres.
Mais c'est pendant la guerre de Cent Ans que Vars eut le plus à souffrir. Le château, construit sur une île à côté du bourg, fut pris par les Anglais en 1421. Repris trois ans après, il fut rasé sur ordre du roi de France, de peur qu'il soit de nouveau repris.
Vers la fin du XVe siècle, Vars s'était relevé de ses ruines. Le château fut rebâti, probablement par l'évêque Raoul du Fou, qui le munit de créneaux. Dans la seconde moitié du XVIIe siècle, l'évêque François de Péricard fit rebâtir une demeure de plaisance à Vars, où les évêques venaient passer une partie de l'été.
L'église a été construite vers le milieu du XVIe siècle, en remplacement d'une église du XIIe siècle que l'évêque Girard avait fait construire dans l'enceinte du château.
Dans le nord de la commune, au point le plus élevé, s'élevait autrefois le château de Beaumont, qui appartenait également aux évêques. Ceux-ci y firent de fréquents séjours aux XIIIe et XIVe siècles. Il fut détruit pendant la guerre de Cent Ans.
Les logis de Cée et de Servol, aussi situés dans la commune, relevaient tous deux de la seigneurie de Montignac.
L'état des paroisses de 1686 précise que l’évêque d’Angoulême est le seigneur de la paroisse de 262 feux qui produit du grain, du vin et des noix et possède des prairies.
Avant la crise du phylloxéra, Vars produisait des vins rouges renommés, les vins du Roc de Vars.
Au début du XXe siècle, la commune était desservie par la gare de Vars située sur la ligne de Paris à Bordeaux, achevée en 1853. Cette gare était alors relativement importante.
Le 1er janvier 2025, elle fusionne avec la commune de Montignac-Charente pour constituer la commune nouvelle de La Boixe.

## Politique et administration
| Période | Période  | Identité                | Étiquette | Qualité                                                                     |
| ------- | -------- | ----------------------- | --------- | --------------------------------------------------------------------------- |
|         | 1800     |                         |           |                                                                             |
| 1800    | 1811     | Jean Poutier            |           | Propriétaire                                                                |
| 1811    | 1817     | Jean Nestor Chancel     |           | Propriétaire                                                                |
| 1817    | 1818     | Nicolas Bourdin         |           | Propriétaire                                                                |
| 1818    | 1830     | Louis Sébastien Dumas   |           | Propriétaire                                                                |
| 1830    | 1848     | Laurent René Maurand    |           | Juge de Paix                                                                |
| 1848    | 1854     | Jacques Corlieu         |           | Propriétaire                                                                |
| 1854    | 1862     | Augiste Rançon          |           | Notaire                                                                     |
| 1862    | 1865     | Annet Riffaud           |           | Huissier                                                                    |
| 1865    | 1876     | Jean Alphonse Pasturaud |           | Propriétaire                                                                |
| 1876    | 1884     | Pierre-Charles Peuchaud |           | Propriétaire                                                                |
| 1884    | 1888     | Jean Aimé Desmoulin     |           | Propriétaire                                                                |
| 1888    | 1895     | Pierre-Charles Peuchaud |           | Propriétaire                                                                |
| 1895    | 1906     | Eugène Maudet           |           | Propriétaire cultivateur                                                    |
| 1906    | 1908     | Auguste Tétaud          |           | Cultivateur exploitant                                                      |
| 1908    | 1920     | Léon Courtin            |           | Cultivateur exploitant                                                      |
| 1920    | 1925     | Auguste Tétaud          |           | Cultivateur exploitant                                                      |
| 1925    | 1937     | Gabriel Guitard         |           | Cultivateur exploitant                                                      |
| 1937    | 1940     | Albert Tétaud           |           | Négociant en vin                                                            |
| 1940    | 1942     | Eugène Courtin          |           | Propriétaire cultivateur                                                    |
| 1942    | 1944     | André Clanché           |           | Président de la délégation spéciale Nommé conseiller départemental en 1943. |
| 1944    | 1951     | Gaston Clerfeuille      |           | Faisant fonction                                                            |
| 1951    | 1971     | Edmond Petit            |           | Cultivateur                                                                 |
| 1971    | 1995     | René Marchive           |           | Viticulteur                                                                 |
| 1995    | 2008     | Jean-Claude Bonnoron    | UMP       | Banquier                                                                    |
| 2008    | En cours | Jean-Marc de Lustrac    | UDI       | Médecin urgentiste                                                          |

## Population et société

### Démographie

#### Évolution démographique
L'évolution du nombre d'habitants est connue à travers les recensements de la population effectués dans la commune depuis 1793. Pour les communes de moins de 10 000 habitants, une enquête de recensement portant sur toute la population est réalisée tous les cinq ans, les populations de référence des années intermédiaires étant quant à elles estimées par interpolation ou extrapolation. Pour la commune, le premier recensement exhaustif entrant dans le cadre du nouveau dispositif a été réalisé en 2006.

En 2022, la commune comptait 2 163 habitants, en évolution de +4,64 % par rapport à 2016 (Charente : −0,48 %, France hors Mayotte : +2,11 %).
| 1793  | 1800  | 1806  | 1821  | 1831  | 1841  | 1846  | 1851  | 1856  |
| ----- | ----- | ----- | ----- | ----- | ----- | ----- | ----- | ----- |
| 1 689 | 1 858 | 1 796 | 1 978 | 1 987 | 2 035 | 1 941 | 2 076 | 1 869 |

| 1861  | 1866  | 1872  | 1876  | 1881  | 1886  | 1891  | 1896  | 1901  |
| ----- | ----- | ----- | ----- | ----- | ----- | ----- | ----- | ----- |
| 1 903 | 2 011 | 1 948 | 1 948 | 1 934 | 1 713 | 1 561 | 1 551 | 1 570 |

| 1906  | 1911  | 1921  | 1926  | 1931  | 1936  | 1946  | 1954  | 1962  |
| ----- | ----- | ----- | ----- | ----- | ----- | ----- | ----- | ----- |
| 1 557 | 1 408 | 1 157 | 1 225 | 1 166 | 1 202 | 1 178 | 1 092 | 1 089 |

| 1968  | 1975  | 1982  | 1990  | 1999  | 2006  | 2011  | 2016  | 2021  |
| ----- | ----- | ----- | ----- | ----- | ----- | ----- | ----- | ----- |
| 1 306 | 1 340 | 1 551 | 1 511 | 1 567 | 1 804 | 1 936 | 2 067 | 2 165 |

| 2022  | - | - | - | - | - | - | - | - |
| ----- | - | - | - | - | - | - | - | - |
| 2 163 | - | - | - | - | - | - | - | - |

#### Pyramide des âges
La population de la commune est relativement jeune.
En 2018, le taux de personnes d'un âge inférieur à 30 ans s'élève à 34,4 %, soit au-dessus de la moyenne départementale (30,2 %). À l'inverse, le taux de personnes d'âge supérieur à 60 ans est de 24,3 % la même année, alors qu'il est de 32,3 % au niveau départemental.
En 2018, la commune comptait 1 043 hommes pour 1 070 femmes, soit un taux de 50,64 % de femmes, légèrement inférieur au taux départemental (51,59 %).
Les pyramides des âges de la commune et du département s'établissent comme suit.
| Hommes | Classe d’âge | Femmes |
| ------ | ------------ | ------ |
| 0,5    | 90 ou +      | 0,9    |
| 7,0    | 75-89 ans    | 8,4    |
| 15,9   | 60-74 ans    | 16,0   |
| 19,4   | 45-59 ans    | 19,3   |
| 22,4   | 30-44 ans    | 21,3   |
| 12,8   | 15-29 ans    | 13,3   |
| 22,1   | 0-14 ans     | 20,8   |

| Hommes | Classe d’âge | Femmes |
| ------ | ------------ | ------ |
| 1      | 90 ou +      | 2,7    |
| 9,2    | 75-89 ans    | 12     |
| 20,6   | 60-74 ans    | 21,3   |
| 20,7   | 45-59 ans    | 20,3   |
| 16,8   | 30-44 ans    | 16     |
| 15,6   | 15-29 ans    | 13,4   |
| 16,1   | 0-14 ans     | 14,3   |

### Sports et loisirs
Les associations proposant des activités sportives sont nombreuses, la gymnastique volontaire, l'Entente pongiste, la pétanque, le badminton, la Société de chasse, les Amis cavaliers des Sablons.

### Enseignement
Vars possède une école primaire publique, Françoise-Dolto, comprenant quatre classes de maternelle et six classes d'élémentaire.
Le secteur du collège est Saint-Amant-de-Boixe.

## Économie

### Agriculture
La viticulture occupe une partie de l'activité agricole. La commune est classée dans les Fins Bois, dans la zone d'appellation d'origine contrôlée du cognac.

### Commerces
- Commerces de proximité au bourg
- Base logistique Lidl (créée en 2009) et direction régionale (juin 2010).

## Culture locale et patrimoine

### Lieux et monuments

#### Patrimoine religieux

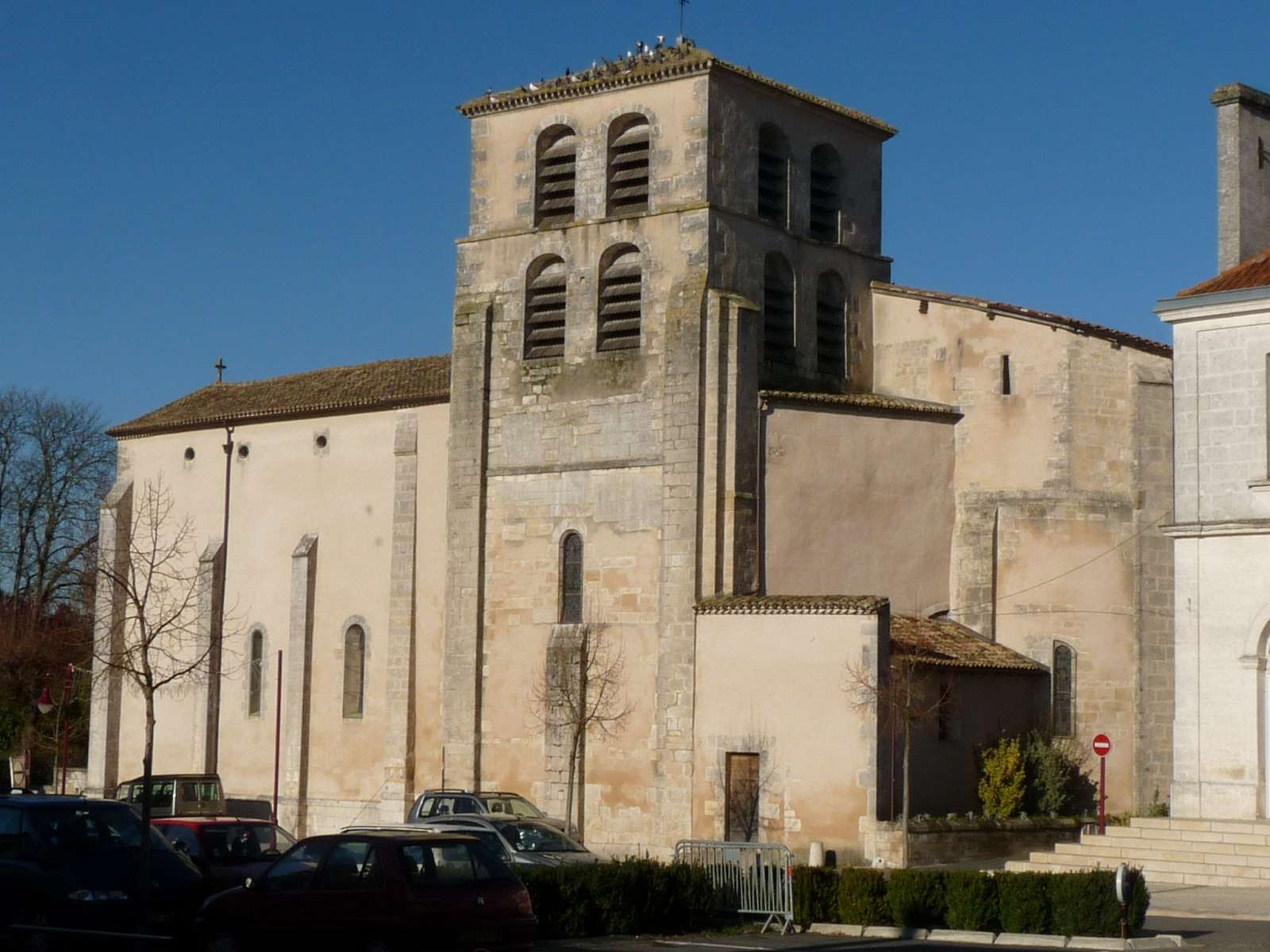
L'église Saint-Denis.

L'église paroissiale Saint-Denis, église fortifiée, a été construite au XVIe siècle à la place d'une ancienne église du XIIe siècle, détruite par la guerre de Cent Ans, que l'évêque Girard avait fait construire dans l'enceinte du château. On voit encore, à l'est du côté de l'abside, les fondations de l'ancienne construction, ainsi que des meurtrières.

#### Patrimoine civil
- Le logis du Portal, situé sur la rive droite du fleuve, est inscrit monument historique depuis 2006[42].
- Le château[43], ancienne résidence d'été des évêques d'Angoulême[44]. C'est une jolie construction classique rebâtie par François de Péricard au XVIIe siècle et remaniée au XVIIIe siècle, établie sur trois niveaux. La façade ouest, à quatre travées comporte de larges baies joliment ordonnancées qui sont un remarquable exemple du goût de l'époque, encore visible en Charente. Un avant-corps à fronton curviligne rompt l'horizontalité des cordons. La tour d'angle arasée de la façade nord est un vestige de la précédente construction. L'édifice était le siège d'un archiprêtré en 1761[45]. Aujourd'hui, l'actuel presbytère occupe l'aile est.
- Château de Beaumont, entièrement détruit au XIVe siècle. De l'ancien château il ne reste rien; des douves étaient encore visibles au XVIIIe siècle[46].
- Logis de Scée dont la construction daterait du XVe siècle[47].

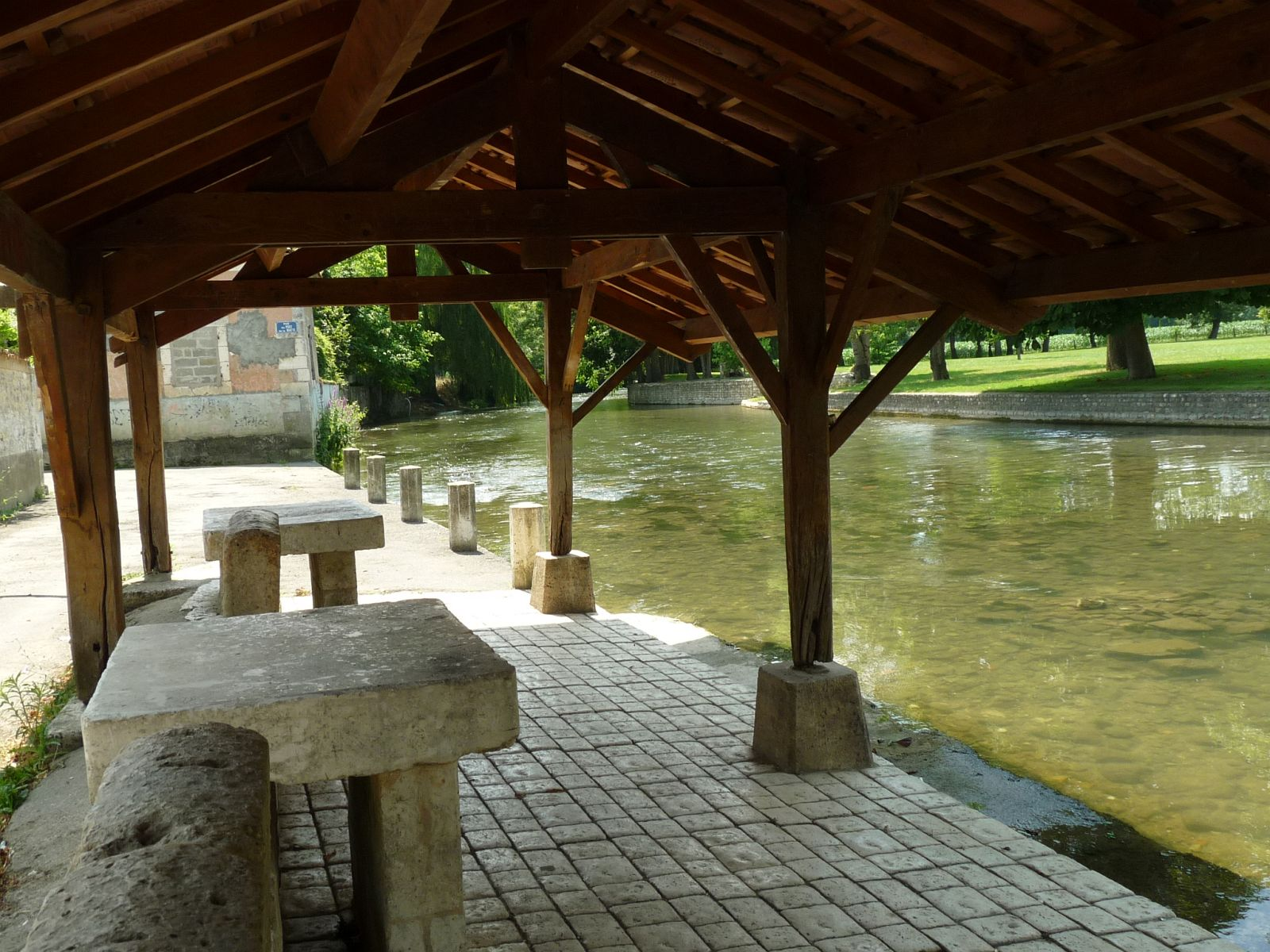
Le lavoir.
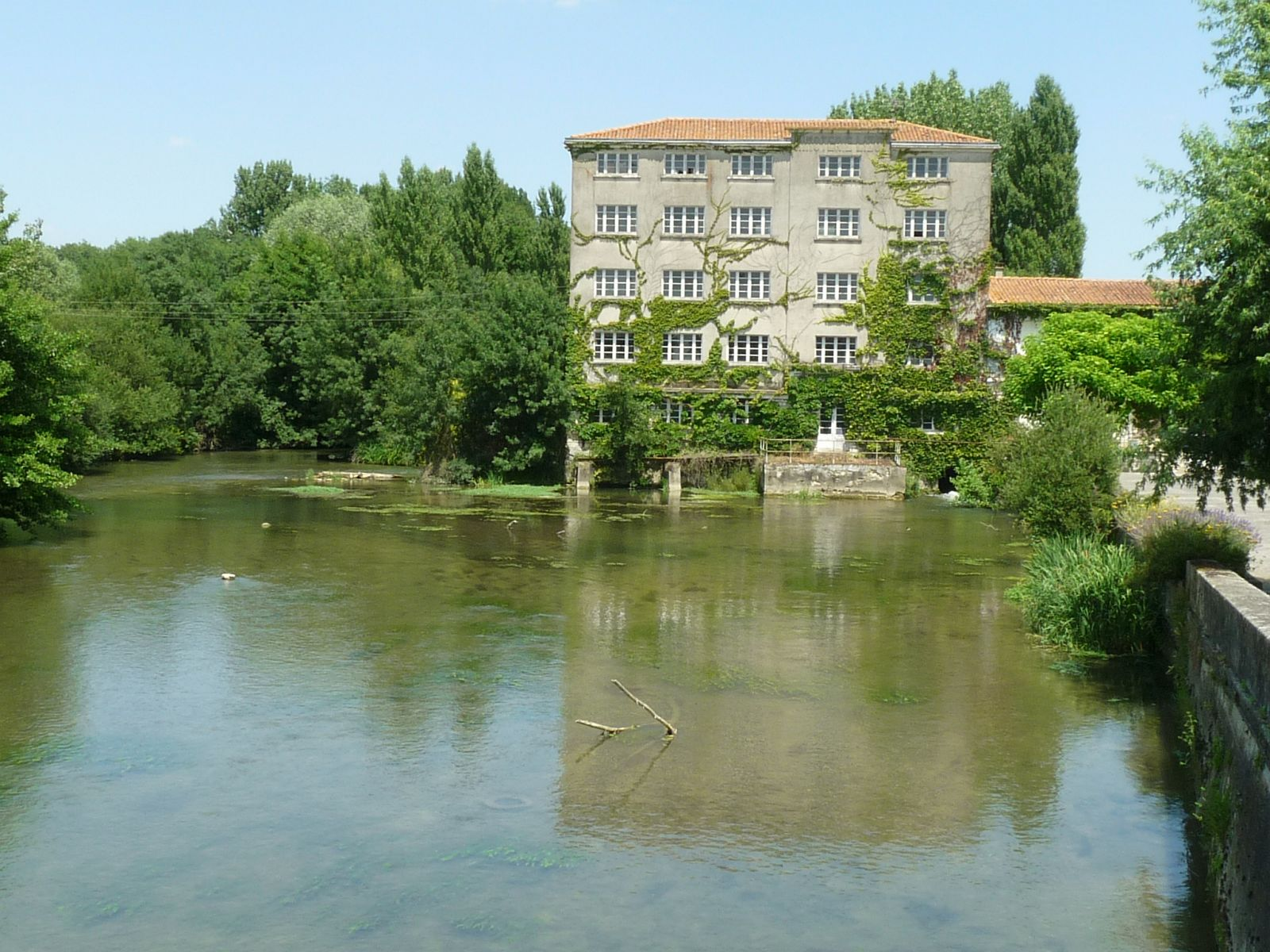
Le moulin.
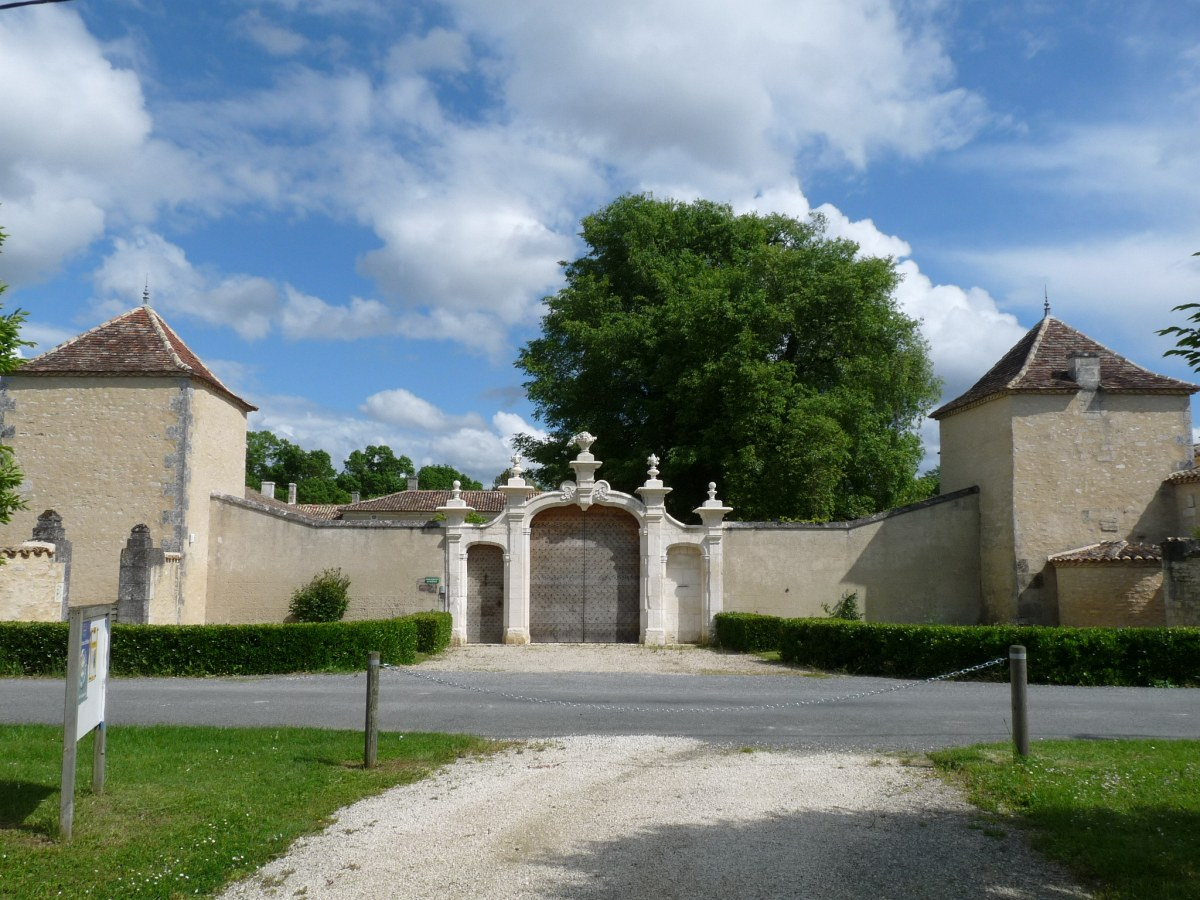
Entrée du logis du Portal.
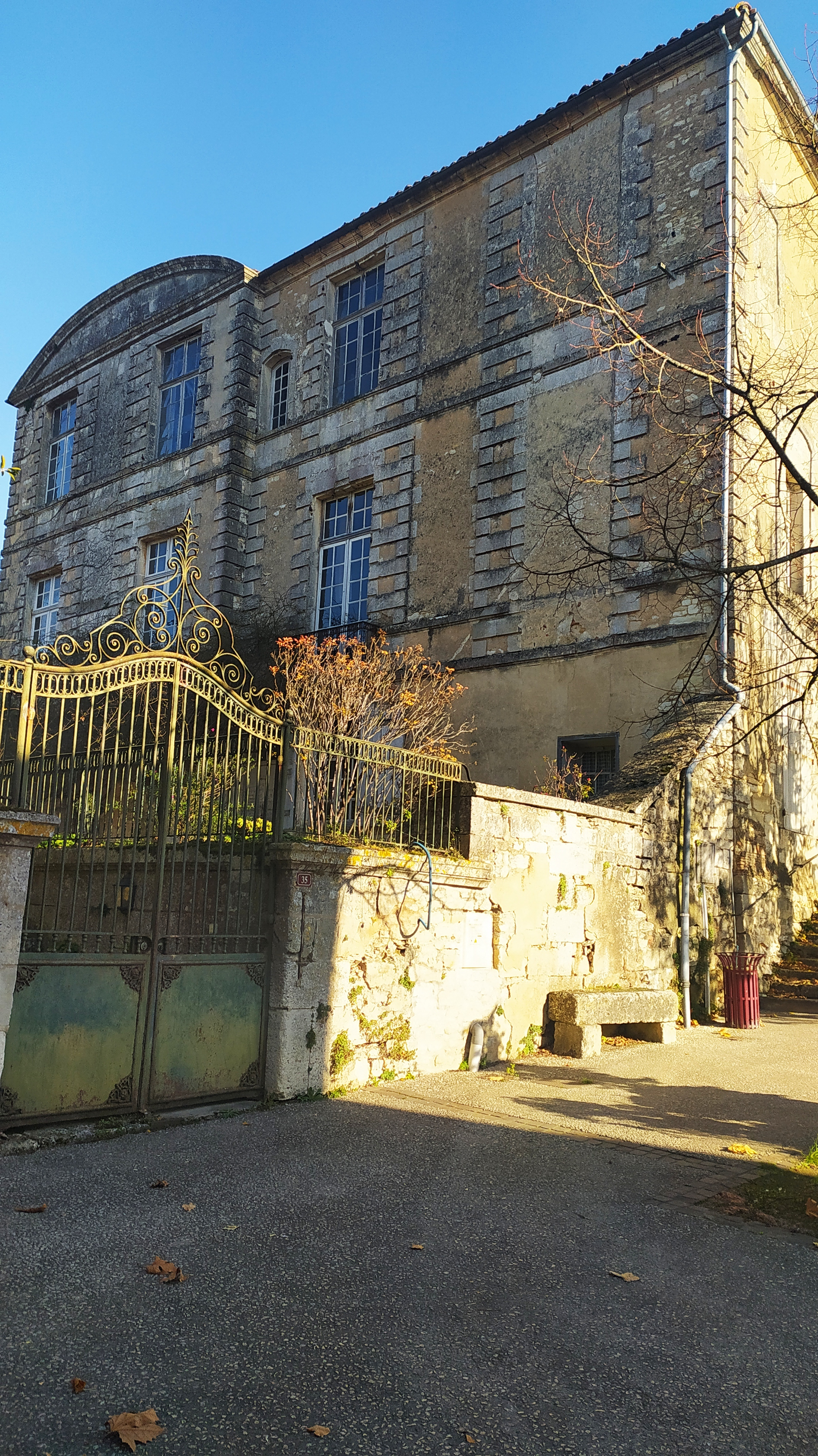
Le château (XVIIe et XVIIIe siècles).

#### Patrimoine environnemental

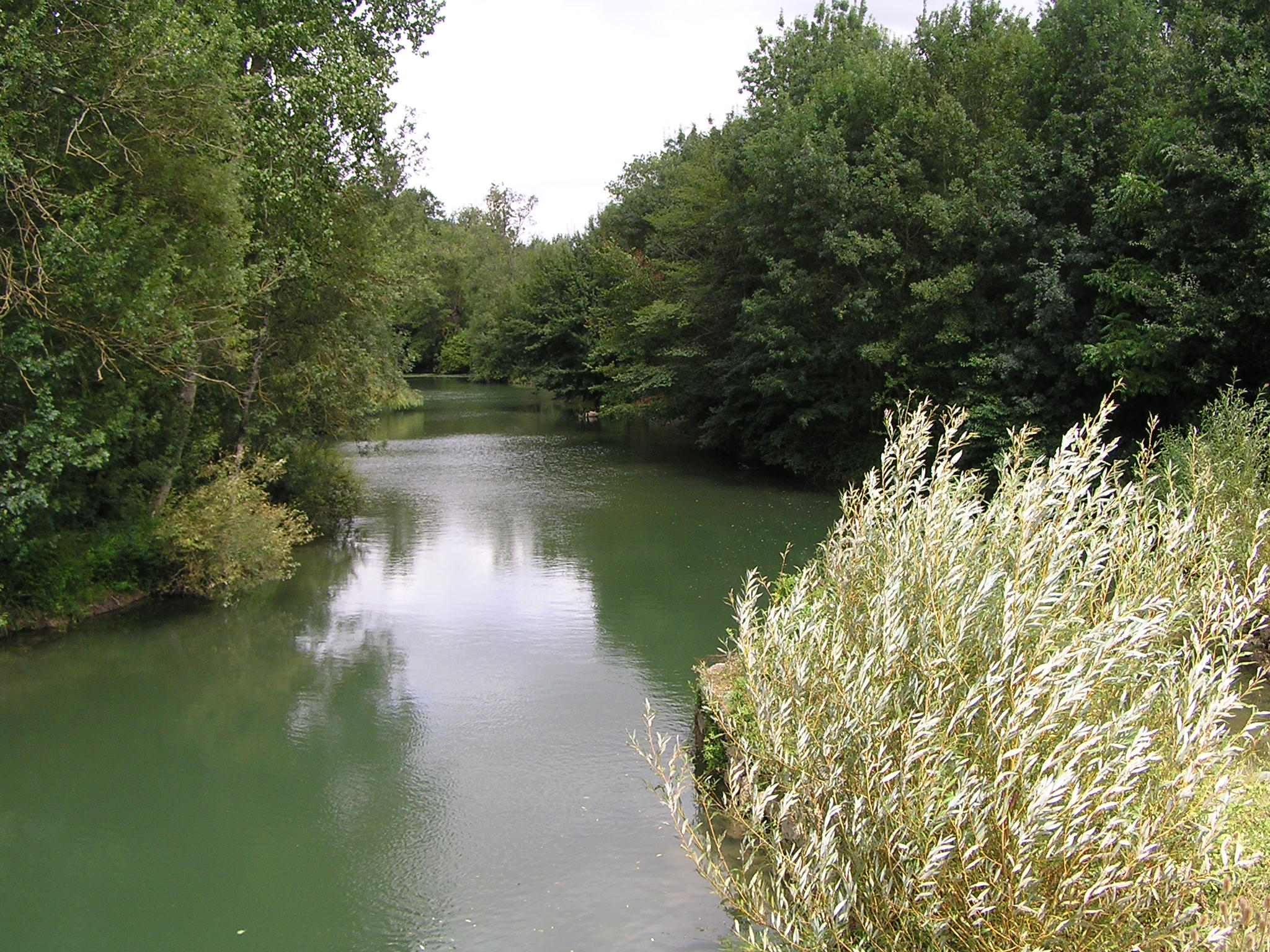
La Charente à Vars.

La vallée de la Charente est en zone Natura 2000.

### Personnalités liées à la commune
- Octavien de Saint-Gelais (1468-1502), poète français et évêque d'Angoulême, mort à Vars.
- Benoît Delépine réside à Vars.

### Héraldique
| Blason | Blasonnement : D'or à une croix en sautoir ancrée d'azur. Commentaires : Les armes de Vars sont celles de la maison de Broglie dont l'un des membres, Joseph-Amédée de Broglie, évêque d'Angoulême, a fait construire en 1776 l'hospice de Vars. |

### La commune à la télévision
Vars a fait l'objet d'une émission télévisée diffusée sur TF1 le 20 juillet 2018 et intitulée Un village à la diète, où des personnalités telles que Thierry Marx ou Laury Thilleman ont aidé certains habitants de la commune en surpoids ou obèse à perdre du poids et exercer une activité physique en l'espace de 100 jours.